# ويزلي بينيت
ويزلي بينيت (31 مارس 1913 - 20 أغسطس 2002) (بالإنجليزية: Wesley Bennett)‏ هو ضابط ولاعب كرة سلة أمريكي في مركز الوسط.

## وصلات خارجية
- ويزلي بينيت على موقع سبورتس رفرنس (الإنجليزية)